# Тенбрук, Фридрих

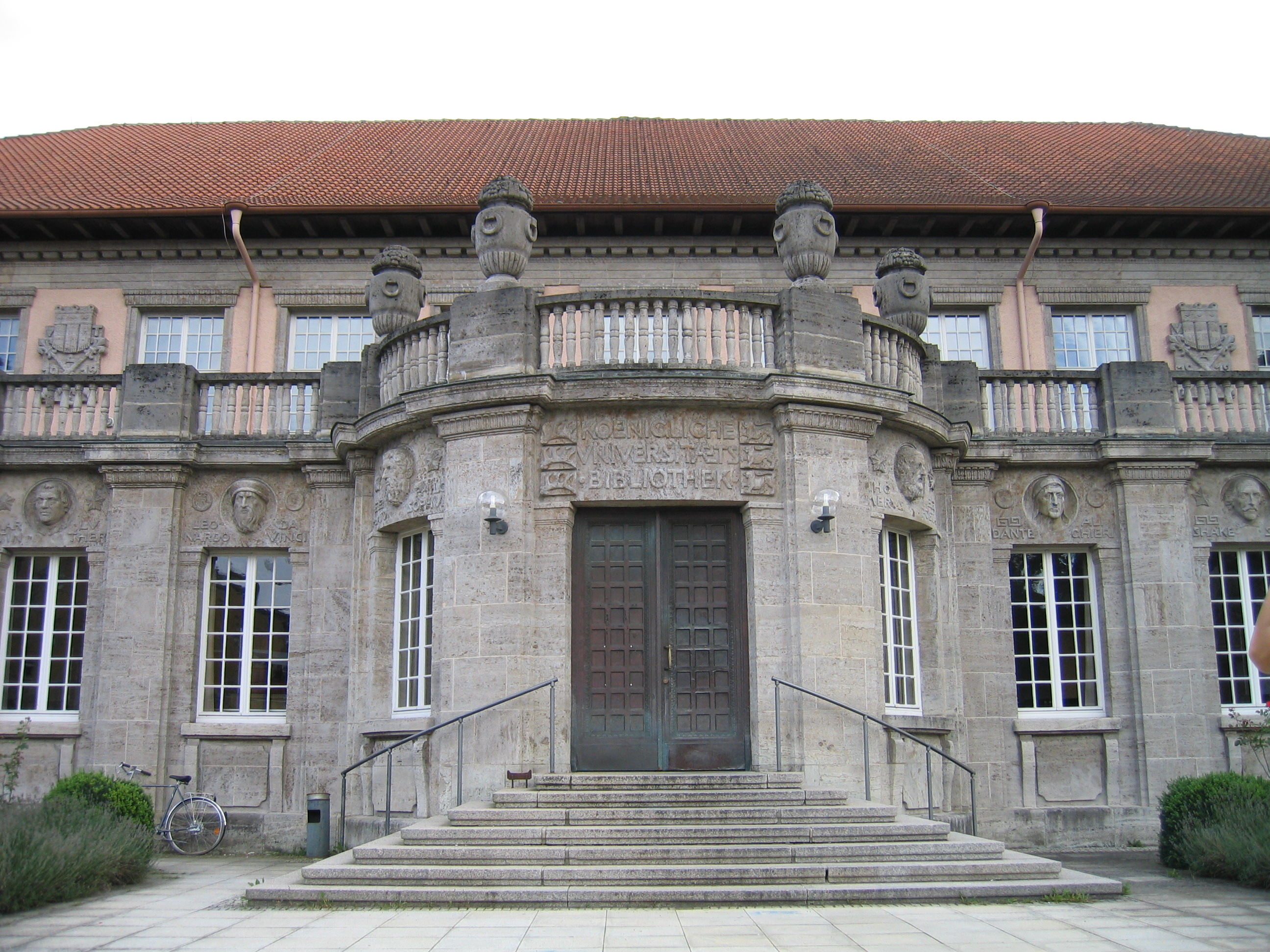
Библиотека Тюбингенского университета

Фридрих Тенбрук (нем. Friedrich H. Tenbruck, 22 сентября 1919, Эссен — 9 февраля 1994, Тюбинген) — немецкий социолог.

## Биография
Учился во Фрайбургском и Марбургском университетах, после защиты диссертации стажировался в 1950—1951 годах в Университете Виргинии, США. В 1951—1957 годах — ассистент Макса Хоркхаймера во Франкфуртском институте социальных исследований. В 1957—1960 годах — в Женеве и Нью-Йорке. В 1960—1963 годах — во Фрайбургском университете, в 1963—1967 годах — в Франкфуртском университете, после 1967 года — в Тюбингенском университете.

## Основные труды
- Die transzendentale Deduktion der Kategorien nach der zweiten Auflage der «Kritik der reinen Vernunft». (1944)
- Jugend und Gesellschaft. Soziologische Perspektiven. (1962)
- Zur Kritik der planenden Vernunft. (1972)
- Die unbewältigten Sozialwissenschaften oder Die Abschaffung des Menschen. (1984)
- Die Sozialwissenschaften als Mythos der Moderne (1985)
- Geschichte und Gesellschaft. (1986)
- Die kulturellen Grundlagen der Gesellschaft. Der Fall der Moderne. (1989)
- Perspektiven der Kuktursoziologie. Gesammelte Aufsätze. (1996)
- Das Werk Max Webers: Gesammelte Aufsätze zu Max Weber (1999)

## Значение и наследие
Сыграл важнейшую роль в возвращении интереса теоретиков к Максу Веберу и Георгу Зиммелю, к их проекту понимающей социологии как науки о современности (веберовский и зиммелевский «ренессанс»). Отстаивал и развивал интерпретационные возможности понятия «культура» в полемике с тенденциями немецкой социологии (Ральф Дарендорф, не без влияния американского структурного функционализма) редуцировать смысловой мир человека к характеристикам его места и роли в социальной системе. Работы Тенбрука переведены на ряд языков, включая корейский и японский.